# Cadel Evans Great Ocean Road Race 2020
6. ročník jednodenního cyklistického závodu Cadel Evans Great Ocean Road Race se konal 2. února 2020 v Austrálii. Závod dlouhý 171,1 km vyhrál Belgičan Dries Devenyns z týmu Deceuninck–Quick-Step. Na druhém a třetím místě se umístili Rus Pavel Sivakov (Team Ineos) a Jihoafričan Daryl Impey (Mitchelton–Scott).

## Týmy
Závodu se zúčastnilo 16 týmů, z toho 15 UCI WorldTeamů a australský národní tým. Každý tým přijel se sedmi jezdci, až na týmy Bahrain–McLaren a CCC Team, které přijely se šesti jezdci, a AG2R La Mondiale, který jako jediný přijel s pěti jezdci. Na start se postavilo 108 jezdců, z nichž 95 závod dokončilo.

### UCI WorldTeamy
- AG2R La Mondiale
- Bahrain–McLaren
- Bora–Hansgrohe
- CCC Team
- Cofidis
- Deceuninck–Quick-Step
- EF Pro Cycling
- Groupama–FDJ
- Israel Start-Up Nation
- Lotto–Soudal
- Mitchelton–Scott
- NTT Pro Cycling
- Team Ineos
- Team Sunweb
- Trek–Segafredo

### Národní týmy
- Austrálie

## Výsledky
| Pořadí | Jezdec                 | Tým                   | Čas        |
| ------ | ---------------------- | --------------------- | ---------- |
| 1      | Dries Devenyns (BEL)   | Deceuninck–Quick-Step | 4h 42' 37" |
| 2      | Pavel Sivakov (RUS)    | Team Ineos            | + 0"       |
| 3      | Daryl Impey (RSA)      | Mitchelton–Scott      | + 4"       |
| 4      | Jens Keukeleire (BEL)  | EF Pro Cycling        | + 4"       |
| 5      | Dylan van Baarle (NED) | Team Ineos            | + 4"       |
| 6      | Jay McCarthy (AUS)     | Bora–Hansgrohe        | + 4"       |
| 7      | Caleb Ewan (AUS)       | Lotto–Soudal          | + 25"      |
| 8      | Marco Haller (AUT)     | Bahrain–McLaren       | + 25"      |
| 9      | Elia Viviani (ITA)     | Cofidis               | + 25"      |
| 10     | Simon Yates (GBR)      | Mitchelton–Scott      | + 25"      |